# Creool (persoon)
Creool is oorspronkelijk een benaming voor de afstammelingen van Europese of Afrikaanse inwijkelingen in voormalige koloniën, zij die geboren zijn in de kolonie. Het is tegengesteld aan oorspronkelijke inwoners (inheemsen of 'indianen' in Amerika) en recente inwijkelingen. Maar de term dekt verschillende ladingen en kan zowel slaan op van afkomst uitheemse blanken, zwarten of mensen van gemengde afkomst. In Suriname en Nederland is de gebruikelijke invulling van het begrip "creool" een kleurling waarvan een of meer voorouders van Afrikaanse (dus uitheemse) afkomst zijn. 

## Oorsprong
De term is een verbastering van het Portugese "crioulo", dat oorspronkelijk gebruikt werd om een Afrikaanse slaaf geboren in Amerika te benoemen. Deze benaming werd voor het eerst in de 15e eeuw gebruikt op de Kaapverdische eilanden en vanaf het begin van de 16e eeuw in Amerika. Dit woord werd in het Frans "créole" en in het Spaans "criollo", iemand die etnisch van Spaanse afkomst was, maar in een kolonie geboren is. 

## Louisiana
In de Franse gebieden van Amerika kon "créole" zowel slaan op de blanke bovenlaag, geboren in Amerika, op vrije mensen van kleur als op zwarte, voormalige slaven. Dit was ook zo in Louisiana, ook nadat dit onderdeel van de Verenigde Staten was geworden. Tot de Amerikaanse Burgeroorlog noemde de blanke bovenlaag zichzelf creool om zich te onderscheiden van de arme uit Acadië gevluchte, Franstalige boerenbevolking ("acadiens") en van de Engelstalige en protestantse nieuwkomers. Na de afschaffing van de slavernij verarmde een groot deel van deze bevolkingsgroep en ging op in de groep van de "acadiens". Hieruit ontstond de cajunbevolking van Louisiana en Oost-Texas. In de loop van de 20e eeuw is de term "Creole" een exclusieve term geworden om mensen van (gemengde) Afrikaanse oorsprong aan te duiden die oorspronkelijk Franstalig en katholiek waren (in tegenstelling tot Engelstalige en protestantse zwarten).